# Dovere
Il dovere (dal latino debere, derivato a sua volta dalla preposizione de, 'da', e dal verbo habere, 'avere') è il comportamento imposto da una norma. 
Poiché esistono diversi tipi di norme - ad esempio giuridiche, morali, religiose, filosofiche - si avranno altrettanti tipi di dovere a seconda del contesto.

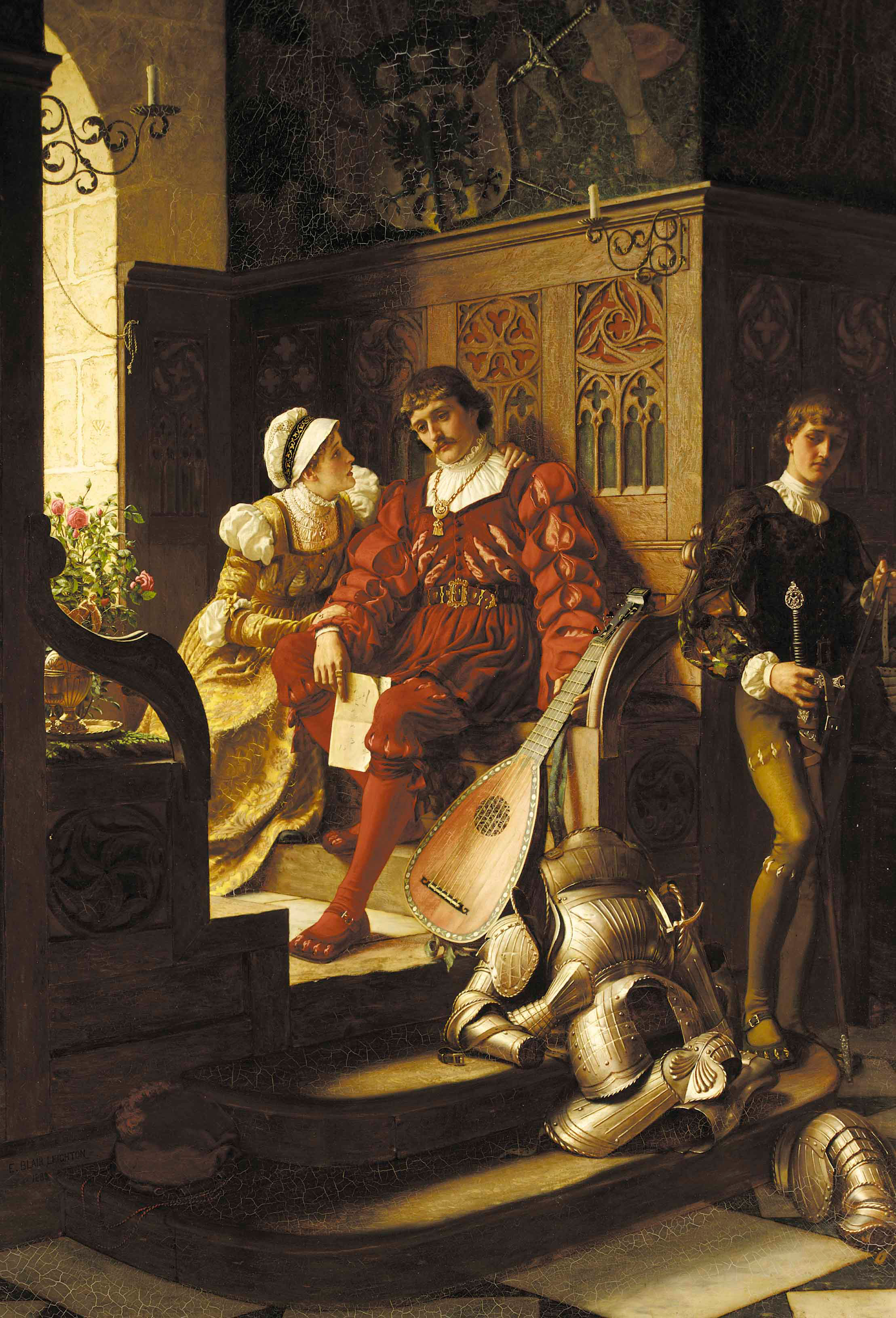
"Dovere" di Edmund Leighton

## Dovere giuridico
Il dovere giuridico è la situazione giuridica soggettiva del soggetto di diritto che deve tenere un determinato comportamento imposto dalla norma. Il dovere può essere positivo, quando il comportamento imposto dalla norma consiste in un fare o dare, oppure negativo, quando invece consiste in un non fare; nel primo caso è detto anche comando, nel secondo divieto.
Le norme giuridiche che impongono doveri sono norme di condotta prescrittive. È detto illecito il comportamento che costituisce violazione del dovere, cui l'ordinamento giuridico ricollega una sanzione. Il contrasto tra tale comportamento e la norma che stabilisce il dovere prende il nome di antigiuridicità.
Il dovere è una situazione giuridica soggettiva passiva, attribuita dall'ordinamento giuridico a un soggetto nell'interesse di un altro al quale è attribuita la corrispondente situazione attiva, il diritto soggettivo (nel senso di pretesa). Peraltro, secondo parte della dottrina, sono concepibili anche doveri non correlati a un diritto soggettivo altrui e tali doveri sarebbero tipici del diritto pubblico. Secondo la natura del diritto soggettivo correlato, nell'ambito del dovere inteso in senso lato si distinguono:
- il dovere in senso stretto, esclusivamente negativo, correlato a un diritto assoluto che può essere fatto valere nei confronti di qualsiasi soggetto;
- l'obbligo, positivo o negativo, correlato a un diritto relativo che può essere fatto valere nei confronti di uno o più soggetti determinati.[1]

In dottrina è diffusa l'idea che il dovere sia la situazione giuridica soggettiva di base del diritto. In effetti, è agevole ricondurre al dovere le altre situazioni soggettive attribuite da norme di condotta (o primarie): il diritto soggettivo, come si è detto, è la situazione giuridica a esso correlata nel rapporto giuridico; la facoltà di tenere un comportamento è, invece, l'opposto del dovere di non tenere quel comportamento (d'altra parte, in base a un assioma della logica deontica, il dovere di tenere un comportamento implica la facoltà di tenerlo). Più problematico è ricondurre al dovere le situazioni soggettive attribuite da norme di competenza (o secondarie); chi lo ritiene possibile vi giunge, ad esempio, affermando che le norme che attribuiscono poteri sono norme che impongono doveri indirettamente formulate: attribuire un potere a un soggetto nei confronti di un altro equivale a imporre a quest'ultimo il dovere di osservare le norme emanate dal primo.

## Dovere morale
Oltre che di dovere giuridico, di cui si è finora detto, che ha come referente una norma giuridica, si parla anche di dovere morale (o etico) che ha come referente una norma morale. Tuttavia non vi è accordo sui caratteri distintivi tra i due concetti, riflesso dell'annosa questione attorno alla distinzione tra morale e diritto: c'è chi distingue il dovere giuridico da quello morale poiché il secondo, a differenza del primo, avrebbe come referente la legge divina; altri, invece, ritengono che il dovere morale abbia come referente direttamente la coscienza, come giudice interiore indipendente da canoni e regole fissati dall'esterno; altri ancora, seguendo Hans Kelsen, rinvengono il carattere distintivo tra dovere morale e giuridico nel fatto che solo la violazione del secondo dà luogo alla necessaria applicazione di una sanzione.
Sovente dovere morale e dovere giuridico coincidono, ma può anche succedere che un comportamento doveroso dal punto di vista morale non lo sia dal punto di vista giuridico o, addirittura, che dovere giuridico e dovere morale siano in contrasto tra loro, nel senso che il comportamento conforme all'uno è difforme dall'altro. La scelta personale di non ottemperare al dovere giuridico perché contrario a un dovere morale ritenuto prevalente prende il nome di obiezione di coscienza: solo in casi eccezionali gli ordinamenti giuridici consentono di invocarla per non incorrere nelle sanzioni conseguenti all'inosservanza dei doveri posti dalle loro norme.
Si distinguono diritti assoluti diritti relativi. I diritti assoluti sono quelli che valgono sempre e dovunque poiché derivano dalla legge morale naturale che è universalmente valida per ogni uomo; i diritti relativi, invece, sono quelli che derivano da obblighi di legge circostanziati che non valgono per tutte le persone e per tutti i luoghi.

## Esistenza di Dio
Kant asserì che è impossibile dimostrare l'esistenza di Dio con la ragione pure, per via speculativa, mentre è possibile con la ragione pratica. Nella Critica della ragion pratica affermò che il dovere è promuovere il Sommo Bene, fatto che presume l'esistenza di quest'ultimo, la quale è sua volta possibile sotto la condizione che Dio esista.